# Samambaia Futebol Clube
Samambaia Futebol Clube é uma agremiação esportiva brasileira, sediada em Samambaia, no Distrito Federal.

## História
Fundado no dia 29 de janeiro de 1993, o Samambaia estreou profissionalmente em 1995. O clube tem no escudo uma samambaia, além de ser um dos times mais pobres do Distrito Federal. O rebaixamento para a Segunda Divisão, em 1996, fez com que a situação, que já era ruim, piorar com o decorrer dos anos.
Após o rebaixamento, o clube nunca mais conseguiu o ligeiro sucesso que obteve no futebol candango em 1994 - sem dinheiro, apoio de empresários e torcedores e ainda sem fazer boas campanhas na segundona, permaneceu por lá mesmo. Uma matéria do Correio Braziliense do ano de 2001 falou da situação do time, que devido aos problemas financeiros tinha fama de caloteiro por não pagar salário, entre outros aspectos. O clube ficou na lanterna de seu grupo com apenas 1 ponto em 14 jogos disputados.
Tendo amargado a lanterna do torneio em 2001, colecionou dívidas astronômicas, fazendo com que o clube chegasse a ficar sem estádio, pois o Rorizão (inaugurado em jogo do Candangão de 1994 Samambaia 1x0 Brasília, terminando a competição em 4° lugar no geral) estava vetado para jogos - o gramado estava esburacado e os vestiários, destruídos. Por este motivo, mandou as suas partidas no Abadião, pertencente ao Ceilândia e que também não encontrava-se em bom estado de conservação.
O péssimo quadro do estádio de Samambaia, no entanto, não significou falta de ligações afetivas com o atual governador, que além de ter construído, deu nome à obra, executada durante o segundo mandato. Foi ainda o único estádio construído por Roriz em três passagens pelo Palácio do Buriti, em um total de 8 anos.
A campanha do Samambaia na segunda divisão candanga fez o clube ser comparado ao Íbis, a folclórica equipe pernambucana que se proclama o pior time do mundo. Sem-teto desde 2000, quando o Rorizão foi vetado para jogos oficiais, "conquistou" o feito de ser o pior clube do Distrito Federal.
Com teto salarial na faixa de um salário mínimo (R$ 180,00 na época) e sem pagar nenhum centavo para os jogadores nos cinco meses de atividades, não ganhou nenhuma vez nas 14 rodadas da primeira fase e obteve apenas um heroico empate, sem gols, contra o tradicional Tiradentes, conseguindo um aproveitamento de apenas 2,3%, depois de 6 derrotas seguidas.
Dentro de campo, foram 11 derrotas, com direito à maior goleada da competição (7 x 0 do Metropolitana). Teve ainda a pior defesa (31 gols sofridos) e o pior ataque (2 gols, ambos feitos pelo atacante Rondinelli na derrota por 3 x 2 para o Valparaíso.
"Não tenho culpa. Todo mundo está me criticando, mas muita gente também ficou de me ajudar e não ajudou. Peguei o barco furado. Até hoje estou devendo o uniforme", defendeu-se o então presidente João Jerônimo, citando as dívidas estimadas em R$ 60 mil somente em relação aos jogadores. O cartola se queixou também do abandono de empresários da cidade, da administração regional e da Federação Metropolitana de Futebol (FMF).
João Jerônimo ainda recusou a proposta do Gama de fazer uma parceria para usar o Samambaia como clube de aluguel para os juniores do Alviverde. O Brasília, que topou o negócio, terminou campeão da segundona e com um lugar garantido na primeira divisão em 2002. "Hoje me arrependo por causa da promessa de certas pessoas", afirmou o cartola, que exigia controlar a comissão técnica.
O vexame do Samambaia só não foi maior porque a miséria fez a equipe deixar de jogar 2 partidas. Com a economia no vermelho, o calote de R$ 2.100,00 nas taxas de arbitragem levou ao cancelamento do jogo contra o Santa Maria e levou o clube a não disputar o jogo de despedida, contra o Flamengo. João Jerônimo acusou também a arbitragem de prejudicar o Samambaia e admitiu que não tinha dinheiro para o pagamento das taxas.
O Samambaia chegou a ser ameaçado de suspensão por dois anos caso não apresentasse uma justificativa aceitável para os dois WOs.
Na pindaíba, o presidente João Jerônimo chegou a acumular as funções de técnico, depois que o treinador Cardoso pediu demissão em meio à debandada dos jogadores mais experientes. O artilheiro Rondinelli também foi embora, alegando que não gostava de "trabalhar de graça".
Fez uma boa campanha em 2003, mas não conseguiu retornar á primeira divisão, pois foi eliminado pelo Sobradinho. Após ficar perto do descenso em 2005, fez uma grande participação em 2006, ficou outra vez no quase, perdendo o acesso para o Esportivo Guará, em jogo realizado no CAVE, onde o Samambaia perdeu o jogo nos acréscimos e ainda por um gol do goleiro do Tigre - na época o clube já tinha uma parceria com o Brasiliense, onde jogadores do time de juniores do clube taguatinguense iam para o Samambaia. Em 2007 o clube de Samambaia ficou em 4° e em 2008 em 6°. Nessa época o uniforme do time já era branco e amarelo, a razão deve ser pela tal parceria com o Brasiliense que já foi explicada anteriormente. Em 2009 estava ainda na segundona, mas estranhamente e em cima da hora desistiu do torneio, sendo automaticamente rebaixado à Terceira Divisão de Brasília (hoje extinta). Em 2010 também não disputou nenhuma competição, pelo histórico do clube supõe-se que desistiu pela falta de dinheiro e de apoio, assim se licenciando.

### Retorno às atividades
Após ficar 2 anos sem disputar a segunda divisão de Brasilia, a equipe seria retirada da FBF caso não disputasse a atual edição, mas o Samambaia retorna as atividades. A diretoria investe pesado pra formação do elenco. Contrata Carlos Félix para ser Gestor de Futebol, Reinaldo Gueldini como técnico, recebeu 5 jogadores do Brasiliense por empréstimo: o zagueiro Somália, o volante Lucas, os meias Elivelto e Carlyle e o atacante Daniel, além de contratar nomes como Thyago Fernandes, o goleiro Donizetti (que no meio do campeonato foi contratado pelo CRAC para a disputa do Brasileirão Serie C 2014) e o atacante Allan Dellon, a grande estrela do time.
Com tanto investimento, o clube, que não sabia se iria disputar o campeonato, passou a ser um dos favoritos ao acesso. E não decepcionou, na 1° Fase a equipe se classificou pra elite candango com 1 rodada de antecedência e foi pra final da segunda divisão de brasilia, vencedo todas as 5 partidas disputadas na 1° fase, ficando em primeiro e se classificando pra final. Na final disputada contra o Cruzeiro, bastava empatar pro time ser campeão, mas a equipe samambaiense fez bem mais: venceu o jogo por 2x0, gols de Edicarlos ao 15' do 1° tempo e Cassius ao 35° do 2° tempo. Edicarlos se tornou artilheiro da competição.
Com este resultado, o Samambaia conquista a Segunda Divisão Brasiliense de 2014, seu 1° titulo oficial desde sua fundação.
Em 2015 voltaria a disputar a 1° divisão do Campeonato Brasiliense de Futebol depois de 18 anos sem disputar a elite candanga
. Porém, o clube desistiu de participar da competição na última hora por motivos não divulgados. Com isto a competição passou a contar apenas com onze clubes e o Samambaia foi automaticamente rebaixado para a segunda divisão de 2016.
O clube foi campeão da série B do campeonato brasiliense em 2022, tendo terminado em sétimo lugar na Primeira divisão do Campeonato Brasiliense de 2023  e 2024 

### Momento atual
Desde 2022 o Samambaia não é rebaixado totalizando 3 temporadas consecutivas na primeira divisão. Apesar de não se qualificarem em nenhuma das últimas 3 edições para o mata mata (Neste período apenas os 4 primeiros clubes se qualificam para a fase eliminatória, e somente os finalistas recebem vagas em competições nacionais.), essa sequência de impressionantes três  7º lugares seguidos nunca foi feita antes pela equipe. Considerando os títulos da segunda divisão do campeonato brasiliense em 2020 e 2022,mais as 3 temporadas na elite do futebol do DF, é fácil dizer que o clube vive o seu auge e agora segue em busca de se firmar no cenário distrital e buscar suas suas primeiras participações em competições nacionais e títulos da primeira divisão brasiliense.
 Campeão Invicto
| ESTADUAIS                 | ESTADUAIS                                | ESTADUAIS | ESTADUAIS       |
|                           | Competição                               | Títulos   | Temporadas      |
| ------------------------- | ---------------------------------------- | --------- | --------------- |
| Distrito Federal (Brasil) | Campeonato Brasiliense - Segunda Divisão | 3         | 2014,2020, 2022 |

### Campanhas de Destaque
- Vice-Campeonato Brasiliense - Segunda Divisão: 2006 e 2017